# 玉林师范学院
玉林师范学院，简称玉师或玉林师院，是位于中华人民共和国广西壮族自治区玉林市的一所全日制本科公办省属普通高等师范类学校。

## 历史
玉林师范学院的历史可以追溯到1945年创办的广西省立鬰林师范学校。中华人民共和国成立后，该校于1952年春季改名为玉林师范学校。1958年9月，升格为广西玉林专区师范专科学校并一度迁往容县，开始招收高等教育层次的专科生:971。1962年，更名为玉林专区师范学校。文化大革命期间一度停止办学。1978年12月，中华人民共和国国务院批准恢复玉林师范专科学校:444。1994年3月，更名为玉林师范高等专科学校。
2000年，中华人民共和国教育部批准玉林师范高等专科学校、玉林市教育学院、玉林市高等职业技术学院、广西广播电视大学玉林分校等学校合并升格为本科层次的玉林师范学院。
2013年，该校被列为广西新增硕士学位授予单位立项建设项目单位。2015年，该校成为广西壮族自治区首批综合改革试点院校与整体转型试点院校，明定学校为应用型大学。
2016年，成为广西应用型本科高校联盟理事长单位，入选教育部数据中国“百校工程”合作院校。

## 学术研究

### 学科设置
截至2021年11月，学校设有16个二级学院，开设65个普通本科专业，具有一定的应用型特点；其中汉语言文学、体育教育、英语等专业已经入选国家级一流本科专业建设点；该校的化学、数学与应用数学专业已通过师范类专业认证，而系统科学学科则在数年内获广西壮族自治区自治区教育厅评为“一流学科”。

## 国际合作
玉林师范学院与泰国、越南、韩国、寮国、澳大利亚、新西兰等国家的20多所大学和教育机构建立了合作交流关系，其中还与白俄罗斯白俄罗斯国立文化艺术大学、泰国華僑崇聖大學等高等院校定期开展学生交流交换项目。此外，玉林师范学院也在北京市设有白俄罗斯研究中心。